# 浜田市
浜田市（はまだし）は、島根県の西部、石見地方にある市。石東の大田市、石西の益田市とともにいわゆる「石見三田」（いわみさんだ）の一つ。

## 地理
浜田市は石見地方（島根県西部）の中心都市で日本海に面しており、山陰地方有数の水産都市でもある。市外局番は0855（20～49）となっている。

### 主な河川
- 下府川（二級水系）
- 浜田川（二級水系）
- 周布川（二級水系）
- 三隅川（二級水系）

### 隣接する自治体

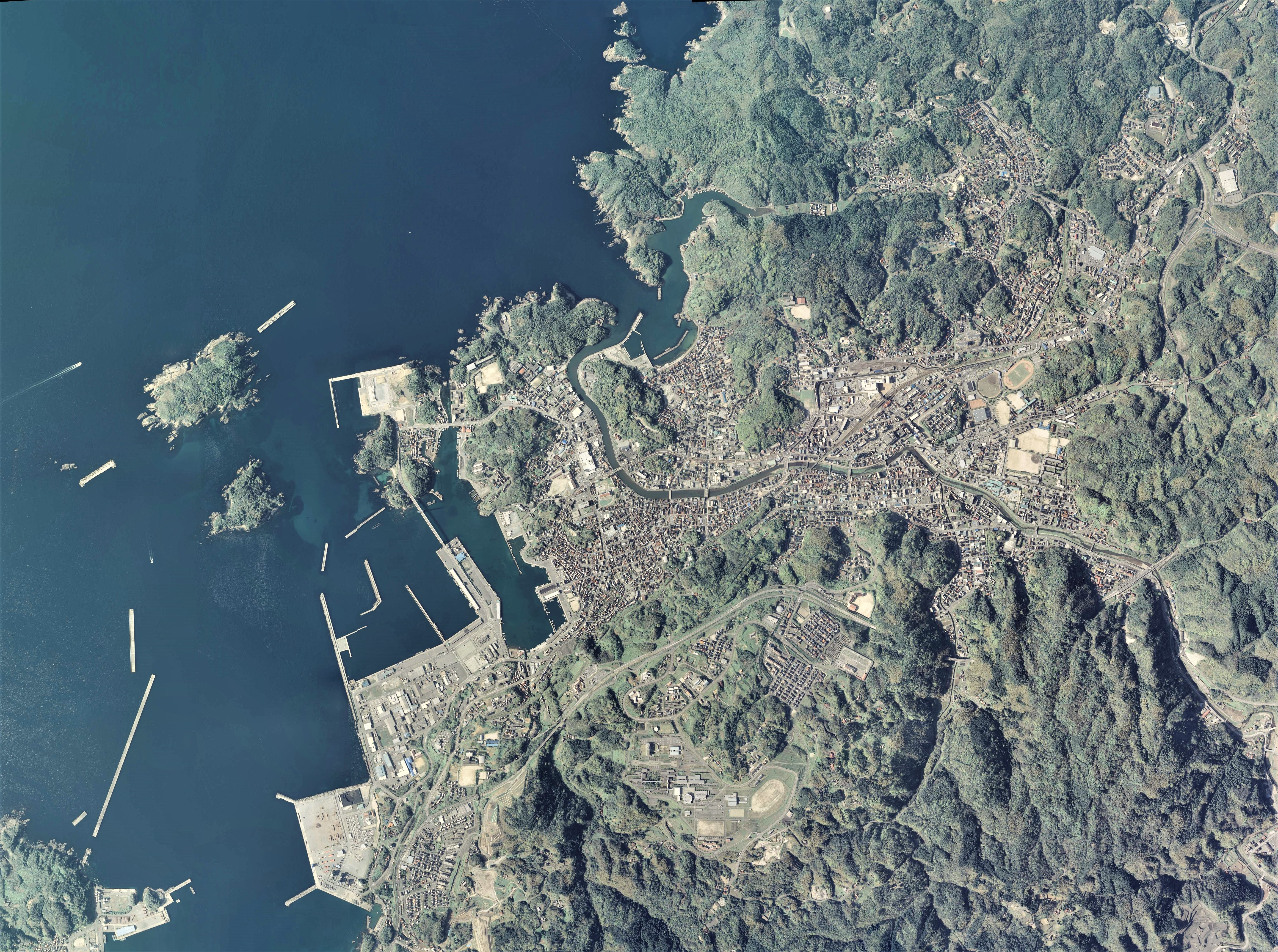
浜田市中心部周辺の空中写真。
2010年4月25日撮影の4枚を合成作成。。

- 島根県
  - 益田市
  - 江津市
  - 邑智郡邑南町
- 広島県
  - 山県郡北広島町

### 気候
日本海側気候に含まれるが、沿岸部である旧浜田市中心部の最寒月平均気温は大阪市・和歌山市・松山市と同じ6℃前後であり、温暖な気候といえる。最寒月の気温は同県松江市中心部よりも約1.5℃高く、逆に最暖月の気温は約0.5℃低いため、島根県内でも年間の気温変化が穏やかな地域となる。浜田測候所の無人化により2007年に積雪観測は廃止されたが、これまでの最深積雪記録は1982年1月17日の53cm、2000年代以降で最も積もったのが2000年1月27日の34cmとなっている。
一方で、中国山地内に位置する旧金城町・旧旭町は豪雪地帯に指定されており、沿岸部との気温差、降雪量の差は非常に大きい。アメダスが設置されている浜田市中心地から12kmほど離れた標高380mに位置する弥栄町では1月の平均気温は浜田よりも4.6度も低く1.6度、年間平均気温は12.4度、年間降雪量は227cmに達し、2012年2月19日には-16.3度を記録している。
| 浜田特別地域気象観測所（浜田市大辻町、標高19m）の気候   | 浜田特別地域気象観測所（浜田市大辻町、標高19m）の気候 | 浜田特別地域気象観測所（浜田市大辻町、標高19m）の気候 | 浜田特別地域気象観測所（浜田市大辻町、標高19m）の気候 | 浜田特別地域気象観測所（浜田市大辻町、標高19m）の気候 | 浜田特別地域気象観測所（浜田市大辻町、標高19m）の気候 | 浜田特別地域気象観測所（浜田市大辻町、標高19m）の気候 | 浜田特別地域気象観測所（浜田市大辻町、標高19m）の気候 | 浜田特別地域気象観測所（浜田市大辻町、標高19m）の気候 | 浜田特別地域気象観測所（浜田市大辻町、標高19m）の気候 | 浜田特別地域気象観測所（浜田市大辻町、標高19m）の気候 | 浜田特別地域気象観測所（浜田市大辻町、標高19m）の気候 | 浜田特別地域気象観測所（浜田市大辻町、標高19m）の気候 | 浜田特別地域気象観測所（浜田市大辻町、標高19m）の気候 |
| 月                                                      | 1月                                                   | 2月                                                   | 3月                                                   | 4月                                                   | 5月                                                   | 6月                                                   | 7月                                                   | 8月                                                   | 9月                                                   | 10月                                                  | 11月                                                  | 12月                                                  | 年                                                    |
| ------------------------------------------------------- | ----------------------------------------------------- | ----------------------------------------------------- | ----------------------------------------------------- | ----------------------------------------------------- | ----------------------------------------------------- | ----------------------------------------------------- | ----------------------------------------------------- | ----------------------------------------------------- | ----------------------------------------------------- | ----------------------------------------------------- | ----------------------------------------------------- | ----------------------------------------------------- | ----------------------------------------------------- |
| 最高気温記録 °C （°F）                                  | 23.3 (73.9)                                           | 25.5 (77.9)                                           | 26.8 (80.2)                                           | 30.4 (86.7)                                           | 31.1 (88)                                             | 33.9 (93)                                             | 36.9 (98.4)                                           | 38.5 (101.3)                                          | 36.5 (97.7)                                           | 32.4 (90.3)                                           | 28.0 (82.4)                                           | 25.8 (78.4)                                           | 38.5 (101.3)                                          |
| 平均最高気温 °C （°F）                                  | 9.4 (48.9)                                            | 10.3 (50.5)                                           | 13.3 (55.9)                                           | 18.0 (64.4)                                           | 22.3 (72.1)                                           | 25.2 (77.4)                                           | 28.9 (84)                                             | 30.6 (87.1)                                           | 26.8 (80.2)                                           | 22.1 (71.8)                                           | 17.2 (63)                                             | 12.0 (53.6)                                           | 19.7 (67.5)                                           |
| 日平均気温 °C （°F）                                    | 6.2 (43.2)                                            | 6.5 (43.7)                                            | 9.0 (48.2)                                            | 13.5 (56.3)                                           | 17.9 (64.2)                                           | 21.4 (70.5)                                           | 25.6 (78.1)                                           | 26.8 (80.2)                                           | 22.8 (73)                                             | 17.7 (63.9)                                           | 13.1 (55.6)                                           | 8.5 (47.3)                                            | 15.7 (60.3)                                           |
| 平均最低気温 °C （°F）                                  | 3.0 (37.4)                                            | 2.8 (37)                                              | 4.7 (40.5)                                            | 8.9 (48)                                              | 13.5 (56.3)                                           | 18.0 (64.4)                                           | 22.6 (72.7)                                           | 23.5 (74.3)                                           | 19.3 (66.7)                                           | 13.7 (56.7)                                           | 9.2 (48.6)                                            | 5.2 (41.4)                                            | 12.1 (53.8)                                           |
| 最低気温記録 °C （°F）                                  | −6.8 (19.8)                                           | −7.6 (18.3)                                           | −4.3 (24.3)                                           | −0.9 (30.4)                                           | 1.4 (34.5)                                            | 5.9 (42.6)                                            | 11.0 (51.8)                                           | 14.6 (58.3)                                           | 8.4 (47.1)                                            | 3.8 (38.8)                                            | −0.3 (31.5)                                           | −4.9 (23.2)                                           | −7.6 (18.3)                                           |
| 降水量 mm （inch）                                      | 97.8 (3.85)                                           | 82.5 (3.248)                                          | 122.1 (4.807)                                         | 116.2 (4.575)                                         | 136.7 (5.382)                                         | 185.3 (7.295)                                         | 239.7 (9.437)                                         | 150.9 (5.941)                                         | 192.2 (7.567)                                         | 111.3 (4.382)                                         | 105.5 (4.154)                                         | 114.5 (4.508)                                         | 1,654.6 (65.142)                                      |
| 平均降水日数 （≥0.5 mm）                                | 15.3                                                  | 13.8                                                  | 13.6                                                  | 10.8                                                  | 10.2                                                  | 12.0                                                  | 12.2                                                  | 9.9                                                   | 11.7                                                  | 10.2                                                  | 11.6                                                  | 15.4                                                  | 146.8                                                 |
| % 湿度                                                  | 66                                                    | 66                                                    | 68                                                    | 69                                                    | 73                                                    | 81                                                    | 82                                                    | 79                                                    | 80                                                    | 74                                                    | 69                                                    | 66                                                    | 73                                                    |
| 平均月間日照時間                                        | 64.2                                                  | 89.3                                                  | 147.0                                                 | 183.7                                                 | 206.6                                                 | 158.6                                                 | 181.5                                                 | 213.5                                                 | 161.8                                                 | 164.0                                                 | 117.7                                                 | 73.2                                                  | 1,761.3                                               |
| 出典：気象庁 (平均値：1991年-2020年、極値：1893年-現在) |                                                       |                                                       |                                                       |                                                       |                                                       |                                                       |                                                       |                                                       |                                                       |                                                       |                                                       |                                                       |                                                       |

| 弥栄（1991年 - 2020年）の気候      | 弥栄（1991年 - 2020年）の気候 | 弥栄（1991年 - 2020年）の気候 | 弥栄（1991年 - 2020年）の気候 | 弥栄（1991年 - 2020年）の気候 | 弥栄（1991年 - 2020年）の気候 | 弥栄（1991年 - 2020年）の気候 | 弥栄（1991年 - 2020年）の気候 | 弥栄（1991年 - 2020年）の気候 | 弥栄（1991年 - 2020年）の気候 | 弥栄（1991年 - 2020年）の気候 | 弥栄（1991年 - 2020年）の気候 | 弥栄（1991年 - 2020年）の気候 | 弥栄（1991年 - 2020年）の気候 |
| 月                                 | 1月                           | 2月                           | 3月                           | 4月                           | 5月                           | 6月                           | 7月                           | 8月                           | 9月                           | 10月                          | 11月                          | 12月                          | 年                            |
| ---------------------------------- | ----------------------------- | ----------------------------- | ----------------------------- | ----------------------------- | ----------------------------- | ----------------------------- | ----------------------------- | ----------------------------- | ----------------------------- | ----------------------------- | ----------------------------- | ----------------------------- | ----------------------------- |
| 最高気温記録 °C （°F）             | 18.2 (64.8)                   | 22.0 (71.6)                   | 24.2 (75.6)                   | 29.5 (85.1)                   | 30.9 (87.6)                   | 33.4 (92.1)                   | 35.0 (95)                     | 36.0 (96.8)                   | 34.6 (94.3)                   | 30.9 (87.6)                   | 24.9 (76.8)                   | 22.5 (72.5)                   | 36.0 (96.8)                   |
| 平均最高気温 °C （°F）             | 5.6 (42.1)                    | 7.1 (44.8)                    | 11.3 (52.3)                   | 17.3 (63.1)                   | 22.2 (72)                     | 24.9 (76.8)                   | 28.2 (82.8)                   | 29.5 (85.1)                   | 25.1 (77.2)                   | 19.8 (67.6)                   | 14.4 (57.9)                   | 8.3 (46.9)                    | 17.8 (64)                     |
| 日平均気温 °C （°F）               | 1.6 (34.9)                    | 2.2 (36)                      | 5.4 (41.7)                    | 10.7 (51.3)                   | 15.7 (60.3)                   | 19.5 (67.1)                   | 23.5 (74.3)                   | 24.2 (75.6)                   | 19.8 (67.6)                   | 13.9 (57)                     | 8.7 (47.7)                    | 3.7 (38.7)                    | 12.4 (54.3)                   |
| 平均最低気温 °C （°F）             | −2.2 (28)                     | −2.4 (27.7)                   | −0.3 (31.5)                   | 4.0 (39.2)                    | 9.1 (48.4)                    | 14.6 (58.3)                   | 19.6 (67.3)                   | 19.9 (67.8)                   | 15.4 (59.7)                   | 8.5 (47.3)                    | 3.3 (37.9)                    | −0.5 (31.1)                   | 7.4 (45.3)                    |
| 最低気温記録 °C （°F）             | −13.2 (8.2)                   | −16.3 (2.7)                   | −10.7 (12.7)                  | −5.3 (22.5)                   | −1.2 (29.8)                   | 3.1 (37.6)                    | 7.0 (44.6)                    | 11.7 (53.1)                   | 2.8 (37)                      | −1.5 (29.3)                   | −4.6 (23.7)                   | −10.4 (13.3)                  | −16.3 (2.7)                   |
| 降水量 mm （inch）                 | 168.8 (6.646)                 | 133.4 (5.252)                 | 158.7 (6.248)                 | 136.5 (5.374)                 | 156.5 (6.161)                 | 222.9 (8.776)                 | 298.5 (11.752)                | 193.0 (7.598)                 | 222.6 (8.764)                 | 138.8 (5.465)                 | 134.6 (5.299)                 | 185.6 (7.307)                 | 2,144.6 (84.433)              |
| 降雪量 cm （inch）                 | 94 (37)                       | 74 (29.1)                     | 18 (7.1)                      | 0 (0)                         | 0 (0)                         | 0 (0)                         | 0 (0)                         | 0 (0)                         | 0 (0)                         | 0 (0)                         | 1 (0.4)                       | 40 (15.7)                     | 227 (89.4)                    |
| 平均降水日数 （≥1.0 mm）           | 17.8                          | 15.0                          | 14.9                          | 11.4                          | 10.5                          | 12.6                          | 12.7                          | 11.0                          | 11.2                          | 10.2                          | 12.5                          | 17.1                          | 156.7                         |
| 平均月間日照時間                   | 54.3                          | 79.1                          | 132.6                         | 181.4                         | 203.4                         | 139.6                         | 151.8                         | 176.8                         | 138.7                         | 148.5                         | 108.2                         | 64.6                          | 1,573.3                       |
| 出典1：Japan Meteorological Agency |                               |                               |                               |                               |                               |                               |                               |                               |                               |                               |                               |                               |                               |
| 出典2：気象庁                      |                               |                               |                               |                               |                               |                               |                               |                               |                               |                               |                               |                               |                               |

### 人口
| |                                        |  |
| 浜田市と全国の年齢別人口分布（2005年） | 浜田市の年齢・男女別人口分布（2005年） |  |
| ■紫色 ― 浜田市 ■緑色 ― 日本全国 | ■青色 ― 男性 ■赤色 ― 女性              |  |
| 浜田市（に相当する地域）の人口の推移 \| 1970年（昭和45年） \| 73,592人 \| \| \| 1975年（昭和50年） \| 72,253人 \| \| \| 1980年（昭和55年） \| 72,130人 \| \| \| 1985年（昭和60年） \| 72,529人 \| \| \| 1990年（平成2年） \| 69,411人 \| \| \| 1995年（平成7年） \| 68,103人 \| \| \| 2000年（平成12年） \| 65,463人 \| \| \| 2005年（平成17年） \| 63,046人 \| \| \| 2010年（平成22年） \| 61,713人 \| \| \| 2015年（平成27年） \| 58,105人 \| \| \| 2020年（令和2年） \| 54,592人 \| \| |                                        |  |
| 総務省統計局 国勢調査より |                                        |  |
| 1970年（昭和45年） | 73,592人                               |  |
| 1975年（昭和50年） | 72,253人                               |  |
| 1980年（昭和55年） | 72,130人                               |  |
| 1985年（昭和60年） | 72,529人                               |  |
| 1990年（平成2年） | 69,411人                               |  |
| 1995年（平成7年） | 68,103人                               |  |
| 2000年（平成12年） | 65,463人                               |  |
| 2005年（平成17年） | 63,046人                               |  |
| 2010年（平成22年） | 61,713人                               |  |
| 2015年（平成27年） | 58,105人                               |  |
| 2020年（令和2年） | 54,592人                               |  |

## 歴史

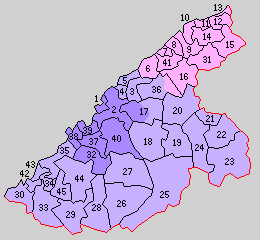
1889年時の町村状況（赤枠内が那賀郡）。1が浜田町。
濃い紫が1940年（市制発足時）の浜田市域、薄い紫が2005年時点の浜田市域、桃が2004年時点の江津市域（の一部）。

江戸時代は山間部の一部を津和野藩が、他地域を浜田藩が統治していた。浜田藩の城下町が現在の浜田市街となっている。
1866年（慶応2年）の第二次長州征討で浜田城が焼失し長州藩の支配下に入り、1869年（明治2年）の版籍奉還により一旦大森県に編入された後、翌1870年（明治3年）に県庁が浅井村（現在の浜田市浅井町）へ移転され、県名も浜田県と改称。翌1871年（明治4年）に旧津和野藩領を編入して名実共に石見地方一帯を治める中心地となった。
1872年（明治5年）2月6日、浜田地震が発生。浜田では全壊8割以上の被害。さらに翌1873年8月29日には暴風雨があり、浜田県全体の被害ではあるが家屋流出197軒、家屋全壊（潰レ家）377軒、家屋半壊（半潰レ家）487軒、死者45人を出す被害となった。
1876年（明治9年）の第二次府県統合により島根県に編入され、浜田県は廃止。1879年（明治12年）の郡区町村編制法施行により、現浜田市域の大部分は新たに発足した那賀郡の郡域に入った。郡役所は浅井村に置かれた。その後1889年（明治22年）4月1日、町村制施行により浜田新町・浜田紺屋町・浜田片庭町・浜田蛭子町・浜田辻町・浜田門ヶ辻町・浜田檜物屋町・浜田原町・浜田浦・松原浦および原井村・浅井村・黒川村の各一部の区域から那賀郡浜田町が発足した。
1898年（明治31年）7月24日には歩兵第21連隊の衛戍地が置かれ、当地は山陰を代表する軍都となった。

### 年表
- 1940年（昭和15年）11月3日 - 那賀郡浜田町が市制施行して浜田市が発足。
- 1945年（昭和20年）7月28日 - 浜田空襲発生。
- 1947年（昭和22年）12月1日 - 昭和天皇の戦後巡幸。市内の授産施設、高等女学校、国立病院などに行幸[5]。
- 1948年（昭和23年）7月21日 - 浜田市消防本部が発足。
- 1948年（昭和23年）11月5日 - 浜田市設野球場（現・浜田市野球場）竣工。
- 1949年（昭和24年）4月1日 - 島根県立浜田高等学校が開校。
- 1959年（昭和34年）8月23日 - 市内一帯で集中豪雨。河内町、大草町、木部町で発生した土砂災害により死者16人[6]。
- 1965年（昭和40年）4月1日 - 島根県立浜田商業高等学校が開校。
- 1989年（平成元年）10月18日 - 浜田自動車道旭IC - 浜田IC間が開通。
- 1991年（平成3年）12月7日 - 浜田自動車道千代田JCT - 旭IC間開通により、全線開通。
- 1993年（平成5年）4月1日 - 島根県立国際短期大学が開学。
- 1996年（平成8年）1月 - 浜田市世界こども美術館が開館。
- 2000年（平成12年）4月1日 - 島根県立大学が開学。
- 2003年（平成15年）9月 - 山陰自動車道（江津道路）江津IC - 浜田JCTが開通。
- 2004年（平成16年）7月1日 - 石見ケーブルビジョンが開局。
- 2005年（平成17年）10月1日 - （旧）浜田市・金城町・旭町・弥栄村・三隅町が合併して、（新）浜田市が発足。
- 2008年（平成20年）10月 - 島根あさひ社会復帰促進センターが開所。
- 2013年（平成25年）8月1日 - 浜田市立中央図書館が開館。[7]
- 2016年（平成28年）6月 - 全国初となる、自動車による移動期日前投票所を導入。第24回参議院議員通常選挙より運用開始。[8]

### 行政区域の変遷
- 1940年（昭和15年）11月3日 - 那賀郡浜田町・石見村・周布村・長浜村・美川村が合併して浜田市が発足[9]。島根県下2番目の市制。
- 1955年（昭和30年）4月1日 - 那賀郡井野村の一部（大字井野および室谷のうち字羽原）・大麻村の一部（大字西村および折居・東平原の各一部）を編入。
- 1958年（昭和33年）6月1日 - 那賀郡金城村（後の金城町）の一部（大字佐野・宇津井の各一部）を編入。
- 1969年（昭和44年）3月1日 - 那賀郡国府町を編入。
- 2005年（平成17年）10月1日 - 那賀郡旭町・金城町・弥栄村・三隅町と合併し、改めて浜田市が発足。これにより、那賀郡が消滅。

### 郵便番号
郵便番号は、以下の通りとなっている。2006年10月16日の再編に伴い、変更された。
- 浜田郵便局 : 697-00xx、697-85xx、697-86xx、697-87xx
- 雲城郵便局 : 697-01xx
- 波佐郵便局 : 697-02xx
- 今福郵便局 : 697-03xx
- 石見今市郵便局 : 697-04xx、697-05xx
- 安城郵便局 : 697-12xx、697-11xx
- 周布郵便局 : 697-13xx
- 三隅郵便局 : 699-32xx、699-33xx
- 跡市郵便局（江津市） : 695-01xx

### 歴代市長
| 代   | 氏名       | 就任年月日     | 退任年月日     | 備考                       |
| ---- | ---------- | -------------- | -------------- | -------------------------- |
|      | 安藤美文   | 2005年10月1日  | 2005年10月23日 | 市長職務執行者。旧金城町長 |
| 初-2 | 宇津徹男   | 2005年10月23日 | 2013年10月22日 | 旧浜田市長（1996年4月 - ） |
| 3-5  | 久保田章市 | 2013年10月23日 |                |                            |

## 行政

### 市長
- 久保田章市（3期目）
- 任期：2025年10月22日[10]

### 行政機関

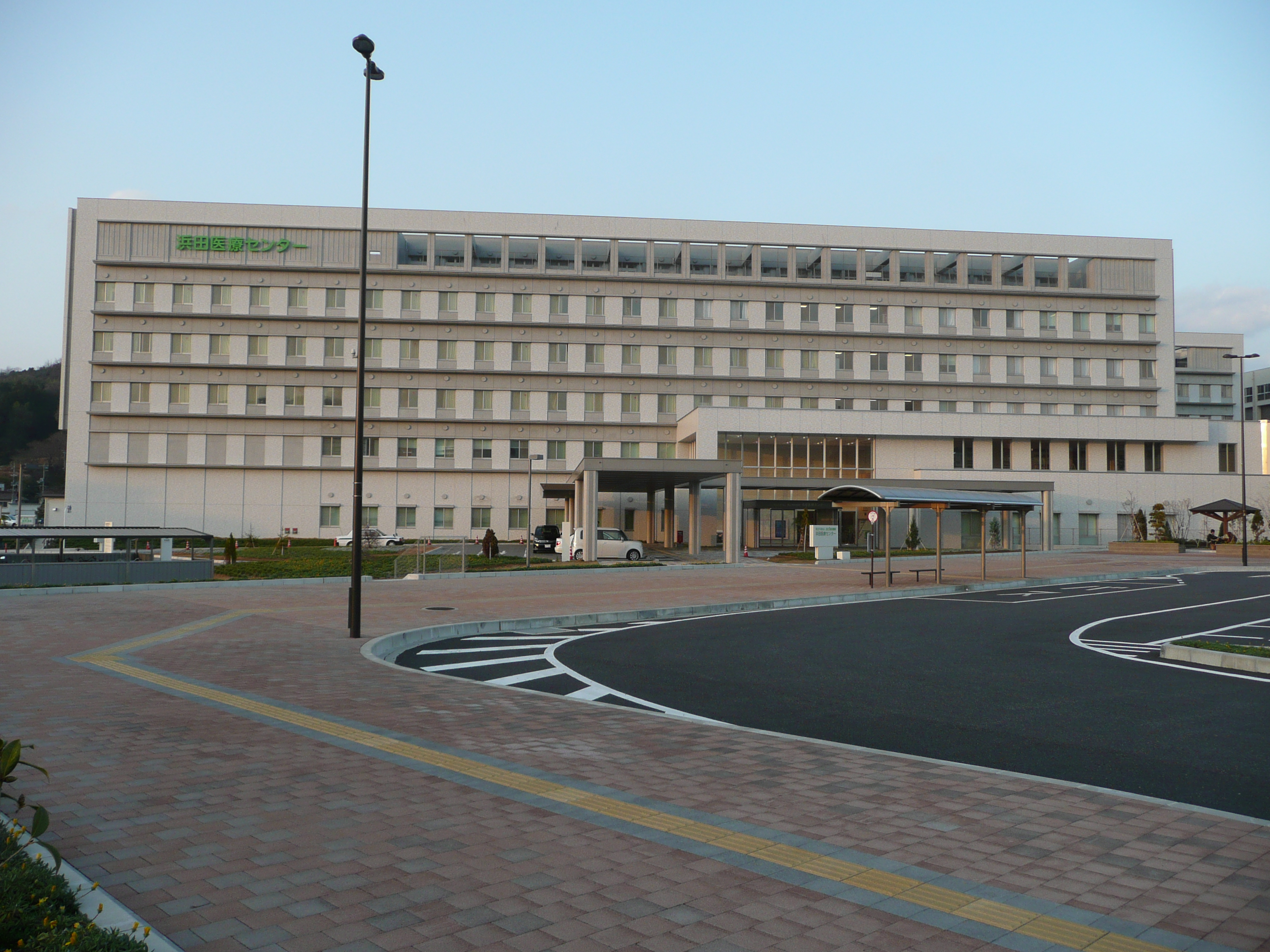
浜田医療センター

県西部の中心都市であり、国や島根県の行政機関が多数立地している。

#### 市の機関
- 浜田市役所
  - 支所 - 金城、旭、弥栄、三隅
- 浜田市消防本部

#### 県の機関
- 島根県西部県民センター
- 島根県浜田保健所
- 島根県浜田教育事務所
- 島根県教育センター浜田教育センター
- 島根県西部農林振興センター
- 島根県水産技術センター
- 島根県浜田河川総合開発事務所
- 島根県浜田警察署
- 島根県西部運転免許センター
- 島根県住宅供給公社浜田住宅管理所
- 島根県立西部総合福祉センター（いわみーる）

#### 国の機関等
- 神戸税関浜田税関支署
- 広島国税局浜田税務署
- 松江地方法務局浜田支局
- 松江地方検察庁浜田支部
  - 浜田区検察庁
- 中国地方整備局浜田河川国道事務所
- 浜田海上保安部
- 自衛隊島根地方協力本部浜田出張所
- 浜田公共職業安定所
- 浜田労働基準監督署
- 日本年金機構浜田年金事務所
- 国立病院機構浜田医療センター
- 西日本高速道路浜田管理事務所
- 商工組合中央金庫浜田営業所
- 日本政策金融公庫浜田支店
- 島根あさひ社会復帰促進センター

### 姉妹都市・提携都市

#### 日本国内
- 松阪市（近畿地方 三重県）
- 中野市（中部地方 長野県） - 知音都市[11]
- 糸魚川市（中部地方 新潟県） - 知音都市
- 長野市（中部地方 長野県） - 知音都市
- 浦河町（北海道 日高振興局 浦河郡）

#### 日本国外
- 栄成市（中国）
- 石嘴山市 寧夏回族自治区（中国）
- 上海市 普陀区真如鎮（中国）
- ブータン - 友好都市

2016年12月現在。

## 議会

### 市議会
- 定数：22人[13]
- 任期：2025（令和7年）年10月22日[10]

### 県議会
- 選挙区：浜田選挙区
- 定数：3名
- 任期：2027年（令和9年）4月29日[10]

## 司法
- 松江地方裁判所浜田支部
  - 浜田簡易裁判所
- 松江家庭裁判所浜田支部

## 教育

### 小学校
- 浜田市立原井小学校
- 浜田市立松原小学校
- 浜田市立石見小学校
- 浜田市立美川小学校
- 浜田市立周布小学校
- 浜田市立長浜小学校
- 浜田市立国府小学校
- 浜田市立三階小学校
- 浜田市立雲城小学校
- 浜田市立今福小学校
- 浜田市立波佐小学校
- 浜田市立旭小学校
- 浜田市立弥栄小学校
- 浜田市立三隅小学校
- 浜田市立岡見小学校

### 中学校
- 浜田市立第一中学校
- 浜田市立第二中学校
- 浜田市立第三中学校
- 浜田市立浜田東中学校
- 浜田市立金城中学校
- 浜田市立旭中学校
- 浜田市立弥栄中学校
- 浜田市立三隅中学校

### 高等学校

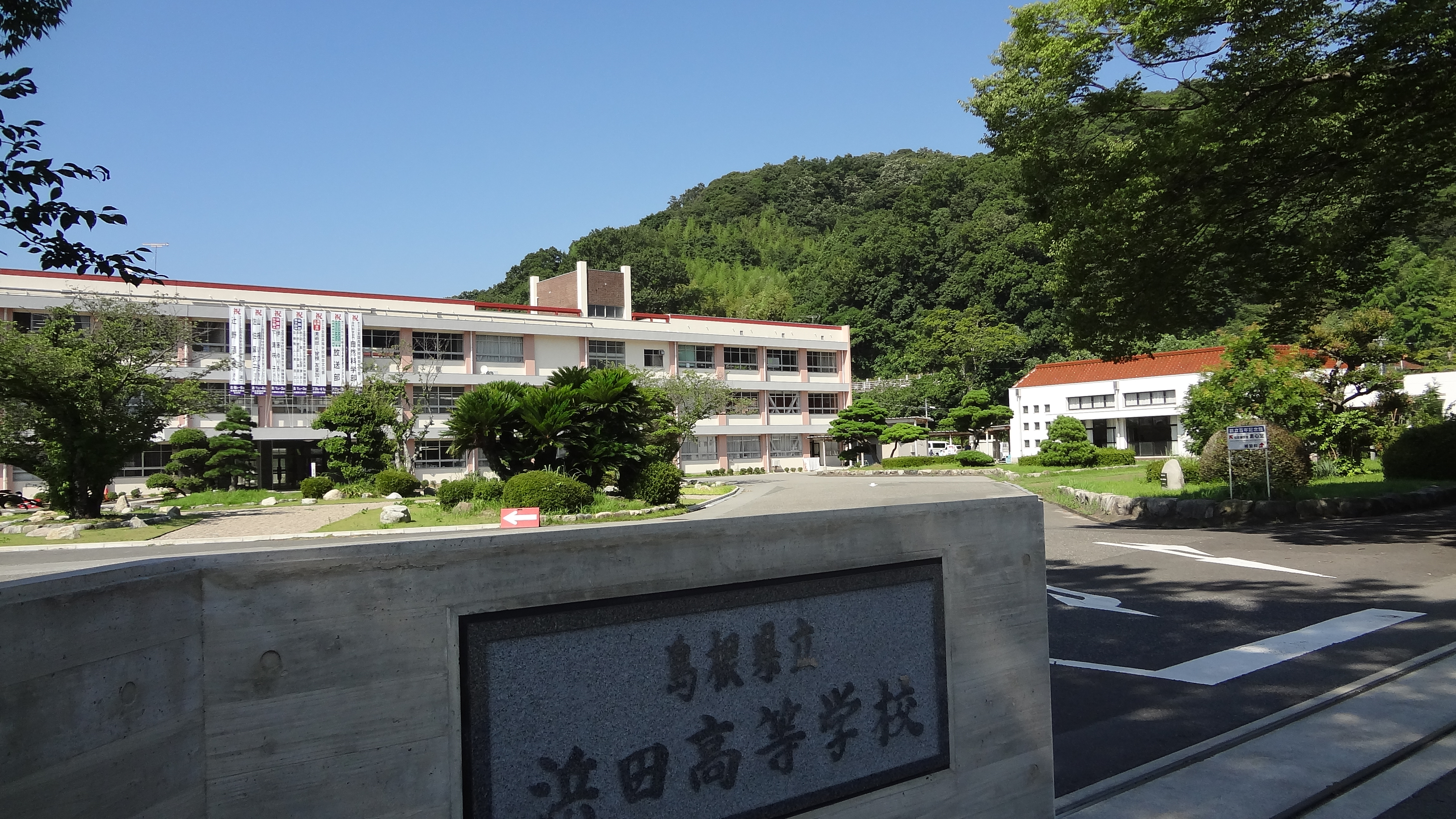
島根県立浜田高等学校

- 島根県立浜田高等学校
- 島根県立浜田商業高等学校
- 島根県立浜田水産高等学校

### 大学・短期大学

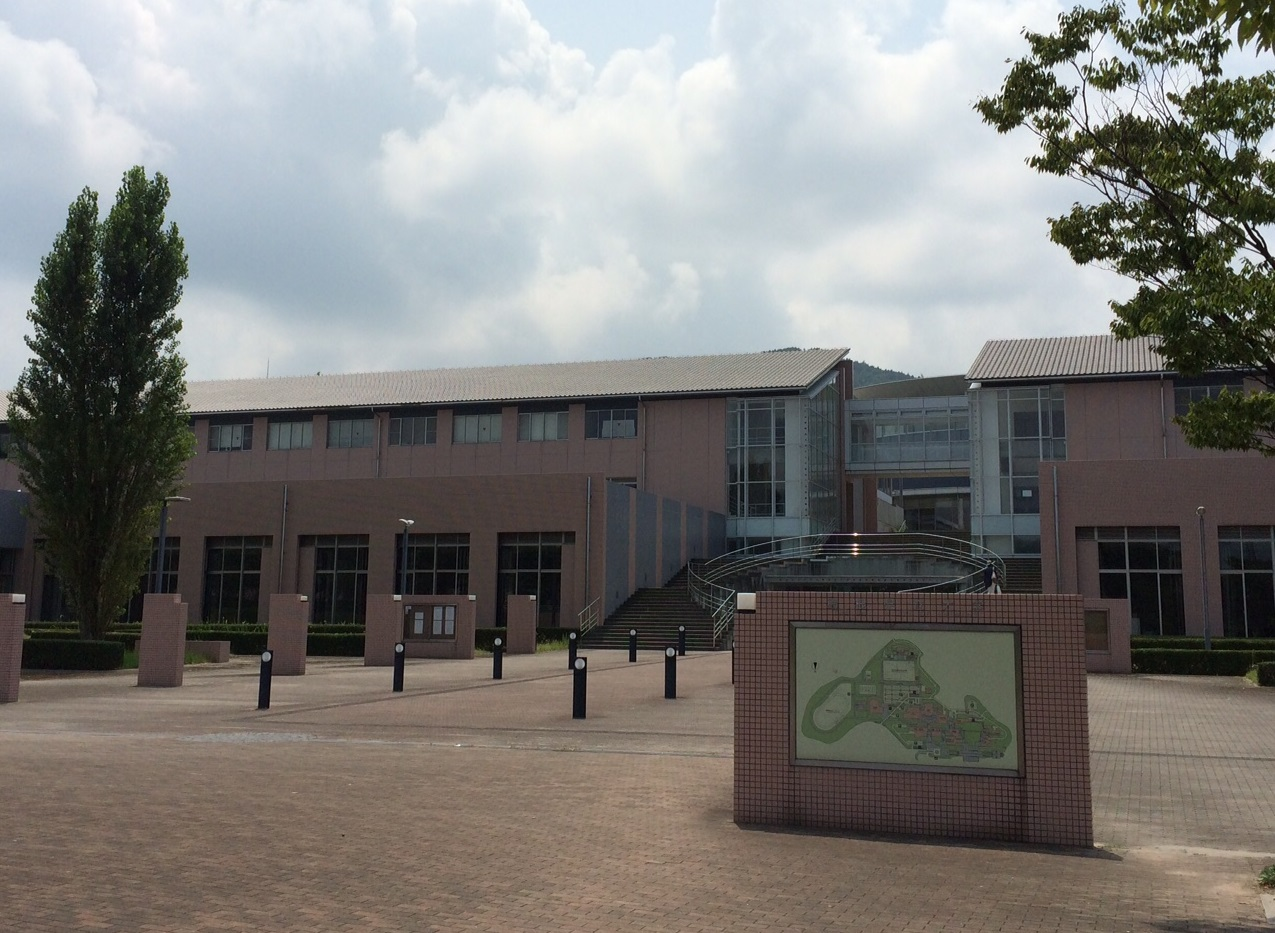
島根県立大学

- 島根県立大学
- 放送大学島根学習センター浜田コーナー

### 特別支援学校
- 島根県立浜田ろう学校 - 聴覚障害
- 島根県立浜田養護学校 - 知的障害

### 専修学校等
- 国立病院機構浜田医療センター附属看護学校
- リハビリテーションカレッジ島根
- 浜田ビューティーカレッジ

## 経済

### 農業
農業協同組合
- 島根県農業協同組合いわみ中央地区本部（旧いわみ中央農業協同組合）

### 漁業
カレイの漁獲量が最多で2015年は約750トン、他にノドグロやアジなどの漁獲量が多い。特にカレイの干物作りで島根県は全国シェアの約4割に当たる約3千トンであるが、その大半は当地で占めている。
漁業協同組合
- 漁業協同組合JFしまね浜田支所

漁港
- 浜田漁港（特定第3種漁港）
- 唐鐘漁港（第2種）
- 須津漁港（第2種）
- 津磨漁港（第1種）
- 折居漁港（第1種）
- 今浦漁港（第1種）
- 福浦漁港（第1種）
- 古湊漁港（第1種）

### 商業

#### 大型商業施設
- ゆめタウン浜田
- ゆめマート浜田[注 1]
- スーパーセンタートライアル浜田店[注 2]

#### スーパーマーケット
- Aコープ
- キヌヤ

#### 家電量販店
- エディオン浜田店、港町店
- ヤマダデンキテックランド浜田港町店[注 3]

#### ホームセンター
- ジュンテンドー浜田店
- ホームプラザナフコ浜田店

#### 衣料品店
- 洋服の青山浜田店
- 紳士服はるやま浜田店

#### コンビニエンスストア
- セブン-イレブン
- ローソン
- ヤマザキショップ

#### ドラッグストア
- ウエルシア
- ウェーブ
- ザグザグ
- ドラッグストアウェルネス
- コスモス

### 本社を置く主要企業
- 浜田マルヰ
- 柏村印刷
- 江木蒲鉾店
- 浜田ガス
- 吉寅商店
- 日本海信用金庫
- ケイ・エフ・ジー
- エル・アイ・ビー
- 島根さんれい
- デルタ・シー・アンド・エス（デルタ工業100%子会社）
- 浜田あけぼの水産

### 工場・事業所を置く主要企業
- 中国電力三隅発電所
- キーパー三隅工場・白砂工場

### 支社・営業所を置く主要企業

#### 金融機関
- 山陰合同銀行浜田支店等
- 島根銀行浜田支店
- 島根益田信用組合浜田支店
- 中国労働金庫浜田支店
- 商工組合中央金庫浜田営業所
- 日本政策金融公庫浜田支店

#### 証券会社
- 東洋証券浜田支店

#### その他
- 中国電力島根支社浜田営業所
- NTT西日本島根西支店
- 日本たばこ産業浜田営業所
- 西日本旅客鉄道米子支社浜田鉄道部
- JRバス中国島根支店浜田営業所
- 石見交通浜田営業所

## メディア

### 新聞社
- 山陰中央新報社西部本社
- 中国新聞社浜田支局
- 読売新聞社浜田支局
- 朝日新聞社浜田支局
- 毎日新聞社浜田通信部

### テレビ局
- NHK松江放送局浜田支局
- 日本海テレビジョン放送浜田支社
- 山陰放送石見支局
- 山陰中央テレビジョン放送西部支社

### ケーブルテレビ局
- 石見ケーブルビジョン

## 交通

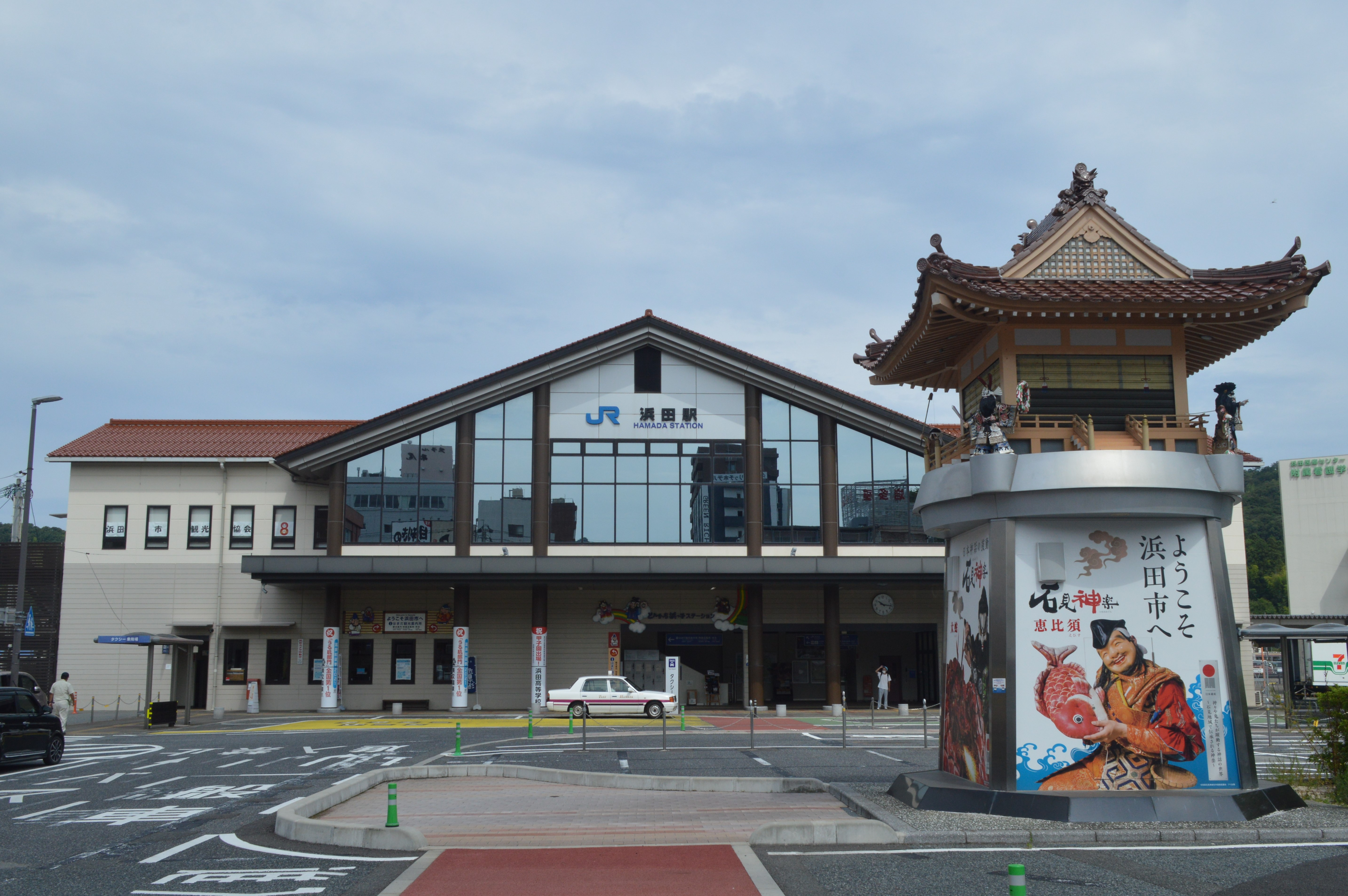
浜田駅

### 鉄道
西日本旅客鉄道（JR西日本）
- 山陰本線
  - （松江・江津方面） - 久代駅 - 下府駅 - 浜田駅 - 西浜田駅 - 周布駅 - 折居駅 - 三保三隅駅 - 岡見駅 - （益田・新山口方面）
- 中心となる駅 : 浜田駅
  - 特急スーパーおき（米子・松江方面 - 浜田駅 - 益田・新山口方面）、特急スーパーまつかぜ（鳥取・松江方面 - 浜田駅 - 益田）が停車する。

### 乗合バス・タクシー

#### 高速バス
- いさりび号（石見交通・JRバス中国）- 広島行き
  - 浜田駅 - 黒川町 - 金城 - 旭インター - 重富 - 瑞穂インター・広島バスセンター・広島駅新幹線口方面
- 浜田道エクスプレス大阪号（JRバス中国）- 大阪行き
  - （三隅 - ）浜田駅 - 金城 - 旭インター - 重富 - 大阪駅
- （運休中）津和野エクスプレス（石見交通・阪神バス）- 大阪・神戸行き

#### 一般路線バス
- 石見交通
- 浜田市営バス
- 邑南町営バス - 一部の路線で浜田市内に乗り入れている。
- 総合企画コーポレーション - 平日と土曜に波佐地区に乗り入れる。

#### 乗合タクシー
交通空白地域の生活交通手段として予約型乗合タクシーを運行している。
- 美川地区、石見東地区：どんちっちタクシー（Fromハート）
- 金城地区：かなぎふれあい号（Fromハート）
- 旭地区：さんさん号（旭タクシー）
- 弥栄地区：やうね号（弥栄総合企画）

### 道路
- 浜田自動車道
  - （中国自動車道 千代田JCT方面 - 瑞穂IC） - 重富BS - 旭IC - 金城PA/SIC - 浜田JCT（江津道路） - 浜田IC（浜田道路・国道9号）
- 山陰自動車道（江津道路 - 浜田JCT - 浜田IC - 浜田道路 - 浜田三隅道路）
  - 江津道路：（江津IC方面） - 浜田東IC - 浜田JCT（浜田自動車道）
  - 浜田道路（浜田バイパス）：浜田IC（浜田自動車道・国道9号） - 相生IC（国道186号） - 竹迫IC - 道の駅ゆうひパーク浜田 - 原井IC（浜田三隅道路）
  - 浜田三隅道路：原井IC（浜田道路） - 浜田港IC - 西村IC - 石見三隅IC
- 国道9号
  - （江津市方面） - 浜田IC（浜田自動車道） - 浜田市殿町（国道186号） - （益田市方面）
- 国道186号
  - （江津市 国道9号重複） - 浜田市殿町（国道9号） - 相生IC（浜田道路） - （北広島町芸北方面）

#### 道の駅
- ゆうひパーク浜田（浜田道路）
- ゆうひパーク三隅（国道9号）

### 港湾
- 浜田港（重要港湾）

大韓民国・釜山港とのあいだに定期コンテナ船が運航されている。最近では高速船も見られる。
- 三隅港（重要港湾）

中国電力三隅発電所で使用される石炭の輸入が中心。

## 観光

### 天然記念物・史跡等
- 石見畳ヶ浦 - 国指定天然記念物
- 三隅大平桜 - 国指定天然記念物
- 黄長石霞石玄武岩 - 県指定天然記念物
- 石見国分寺跡（国分尼寺）- 国の史跡
- 下府廃寺塔跡 - 国の史跡
- 周布古墳 - 国の史跡
- 浜田城跡（浜田城山公園）- 県指定史跡
- 片山古墳 - 市指定史跡
- 外ノ浦（北前船寄港地）- 日本遺産[16]

### 観光スポット
- 旭温泉
- 美又温泉
- 島根県立石見海浜公園
- 島根県立しまね海洋館アクアス
- 浜田マリン大橋 - 浜田漁港湾内
- 今福線跡 - 戦前と戦後に2度着工されながら未成に終わった鉄道路線で、現在も一部の遺構が残る。
- 国府海水浴場

### 文化施設
- 浜田市立図書館（総称）
  - 浜田市立中央図書館
  - 浜田市立金城図書館
  - 浜田市立三隅図書館
  - 浜田市立旭図書館
  - 浜田市立弥栄図書館
- 石央文化ホール
- 浜田市世界こども美術館
- 石見安達美術館
- 浜田市郷土資料館

### 祭事
- 石見神楽 - 日本遺産
- 石州浜っ子春まつり - 4月最終の日曜祝日
- 石州浜っ子夏まつり - 8月第1土曜日

### 名産品・特産品
- 利休饅頭
- 石州和紙
- 石見神楽面
- 赤天
- どんちっち三魚
- 赤梨

## 舞台とした作品
- 顔 （松本清張）
- 天然コケッコー（くらもちふさこ）
- 先生の秘密（2007年、NHK、松江放送局制作）
- サンセット浜田（山崎ていじ）
- 少女レイ（みきとP）

## 出身人物

### 政治
- 大達茂雄 （内務官僚、元東京市長、内務大臣、文部大臣）
- 俵孫一 （元商工大臣）

### 学術・文化
- 石川貞治 （文化人類学者、技師）
- 石本正 （日本画家、京都市立芸術大学名誉教授） [17]
- 佐々木正 （電気工学者、元シャープ副社長）
- 島村抱月 （演出家、早稲田大学教授、芸術座創設者）
- 俵国一 （冶金工学者、文化勲章受章）
- 橋本明治 （日本画家、文化勲章受章）
- 三浦浩 （作家）
- 三ヶ月章 （法学者、東大教授、法務大臣、文化勲章受章）
- 村上兵衛 （陸軍軍人、作家、評論家）

### 実業界
- 久代敏男 （マルハニチロホールディングス社長）
- 熊谷典文 （元通商産業省事務次官、元住友金属社長）
- 斉藤薫（遠州鉄道社長、浜松商工会議所副会頭）
- 坂根正弘 （コマツ会長、日本経団連副会長）
- 三浦義武 （缶コーヒーの発明者、 作家三浦浩の父） [18]

### スポーツ
- 青木いつ希（女子プロレスラー）- 浜田PR大使[19]
- アニマル浜口 （元プロレスラー、タレント）
- 伊賀薫 （プロボクサー）
- 上迫忠夫 （元体操選手、ヘルシンキオリンピック体操男子 銀メダリスト）
- 大﨑琴未 （バレーボール選手）
- 金山友紀 （元フットサル日本代表）- 浜田PR大使[19]
- 佐々岡真司 （元広島東洋カープ投手、プロ野球監督/コーチ、野球評論家）- 浜田PR大使[19]
- 佐々木大樹 （サッカー選手）
- 清水雅治 （元中日ドラゴンズ他外野手、プロ野球コーチ）
- 新宅洋志 （元中日ドラゴンズ捕手）
- 竹本正男 （元体操選手、ローマオリンピック体操男子団体総合金メダリスト）
- 竹元裕太郎  （バレーボール選手）
- 寺戸伸近 （キックボクサー）
- 梨田昌孝 （元近鉄バファローズ捕手、プロ野球監督、野球評論家）
- 濱松明日香 （バレーボール選手）
- 福井誠 （元競泳選手、五輪メダリスト）
- 三浦龍司（陸上競技選手）
- MIKAMI （プロレスラー）
- 三沢淳 （元中日ドラゴンズ投手、元衆議院議員）

### 芸能・マスコミ
- 尾原秀三 （中京テレビアナウンサー）
- 賀山祐介（ミュージカル俳優）
- 肥後マコト （声優）
- 福岡ユタカ （ミュージシャン）
- 福浜隆宏 （日本海テレビアナウンサー）
- 椋木美羽 （女優）
- 山崎ていじ （演歌歌手[20]・元プロボクサー）- 浜田PR大使[19]
- 山根伸志 （山陰放送アナウンサー）

### ゆかりの著名人
- 千葉すず （元競泳選手）- 浜田PR大使[19]